# Калузький ВТТ
Калузький ВТТ (рос. КАЛУЖСКИЙ ИТЛ, ИТЛ и Строительство автомагистрали Москва–Киев, Калуглаг) — підрозділ, що діяв у структурі Головного управління виправно-трудових таборів Народного комісаріату внутрішніх справ СРСР (ГУЛАГ НКВС СРСР).
Організований 05.02.36 в м.Калуга;

закритий 25.02.38.

## Виконувані роботи
- будівництво автомагістралі Москва-Київ

## Чисельність з/к
- 01.10.36 — 16 260,
- 01.01.37 — 13 107,
- 01.01.38 — 5624,
- 01.04.38 — 404

## Історія
Згідно з наказом НКВС СРСР № 0050 від 5 лютого 1936 «Про будівництво автомагістралей» Постановою Уряду на НКВС СРСР покладено будівництво двох автомагістралей: Москва — Київ і Москва — Мінськ. Згідно з цим же наказом ГУЛАГу НКВС наказувалося організувати на кожній з цих автомагістралей «виправно — трудовий табір за типом існуючих будівельних таборів НКВС, з підпорядкуванням їх безпосередньо ГУЛАГу НКВС».
Начальники будівництв — таборів з питань, пов'язаних з організацією та функціонуванням табору, підкорялися начальнику ГУЛАГу, з питань, пов'язаних з будівництвом, начальнику ГУШОСДОР НКВС.
Для укомплектування Вяземського і Калузького таборів адміністративними та чекістськими кадрами Відділу кадрів ГУЛАГу було наказано «відрядити 50 осіб досвідчених чекістів». Були встановлені терміни закінчення робіт без асфальтобетонного покриття: для автомагістралі Москва — Київ — 1937 і для автомагістралі Москва — Мінськ — 1936.
Обсяг капітальних робіт на будівництві автомагістралі Москва — Мінськ в 1936 р був встановлений у розмірі 125 мільйонів рублів, а розмір фінансування, з урахуванням зниження проти кошторисної вартості 1935 на 11%, в 111,25 млн руб. Це становило 16,4% загального обсягу капітальних робіт Гушосдор НКВД на 1936.
22 березня 1936 вийшов наказ НКВС СРСР № 00103 з оголошенням тимчасових штатів Управлінь Калузького і Вяземського ВТТ і будівництв автомагістралей. Згідно з ним УС автомагістралі Москва — Мінськ і Вяземлага підпорядковувалися шість табірних відділень і чотири табірних пункти. УС автомагістралі Москва — Київ і Калуглага підпорядковувалися три табірних відділення та два табірних пункти.